# NGC 7219
NGC 7219 est une vaste galaxie spirale située dans la constellation du Toucan. Sa vitesse par rapport au fond diffus cosmologique est de 2 845 ± 13 km/s, ce qui correspond à une distance de Hubble de 42,0 ± 3,0 Mpc (∼137 millions d'al). NGC 7219 a été découverte par l'astronome britannique John Herschel en 1835.

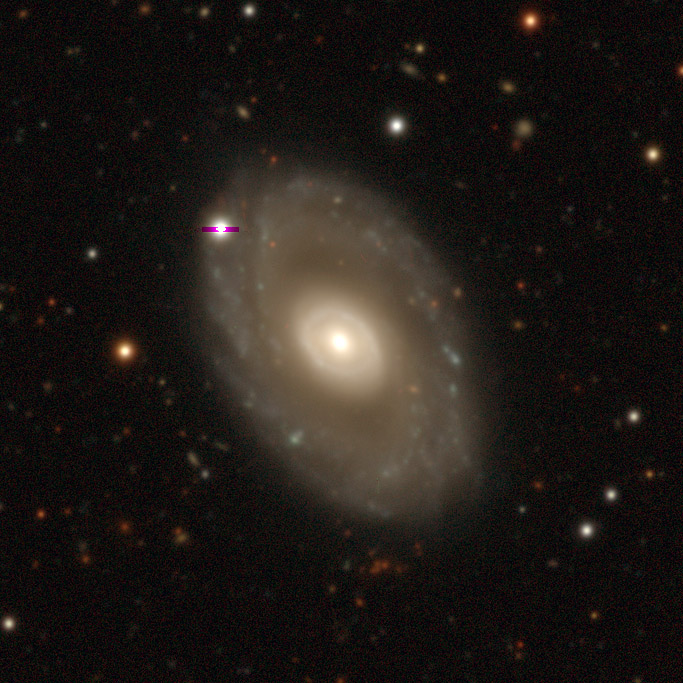
NGC 7219 par le projet « Legacy Surveys DR10 ».

Les avis diffèrent sur la classification de NGC 7219, spirale barrée selon Wolfgang Steinicke, spirale intermédiaire selon la base de données HyperLeda et le professeur Seligman et spirale ordinaire selon la base de données NASA/IPAC.  Il n'y a pas de barre nettement visible sur l'image obtenue du relevé DSS et aucun barre n'est visible sur l'image de meilleure qualité provenant du projet Legacy Surveys. Aussi le classification de galaxie spirale ordinaire semble mieux décrire cette galaxie.
NGC 7219 présente une large raie HI.
À ce jour, neuf mesures non basées sur le décalage vers le rouge (redshift) donnent une distance de 40,533 ± 2,223 Mpc (∼132 millions d'al), ce qui est à l'intérieur des valeurs de la distance de Hubble.

## Groupe de NGC 7192
Selon A. M. Garcia NGC 7219 fait partie du groupe de NGC 7192. Ce groupe de galaxies renferme au moins cinq membres. Les autres galaxie sont NGC 7179, NGC 7191, NGC 7192 et ESO 108-23.